# Christian Berkel

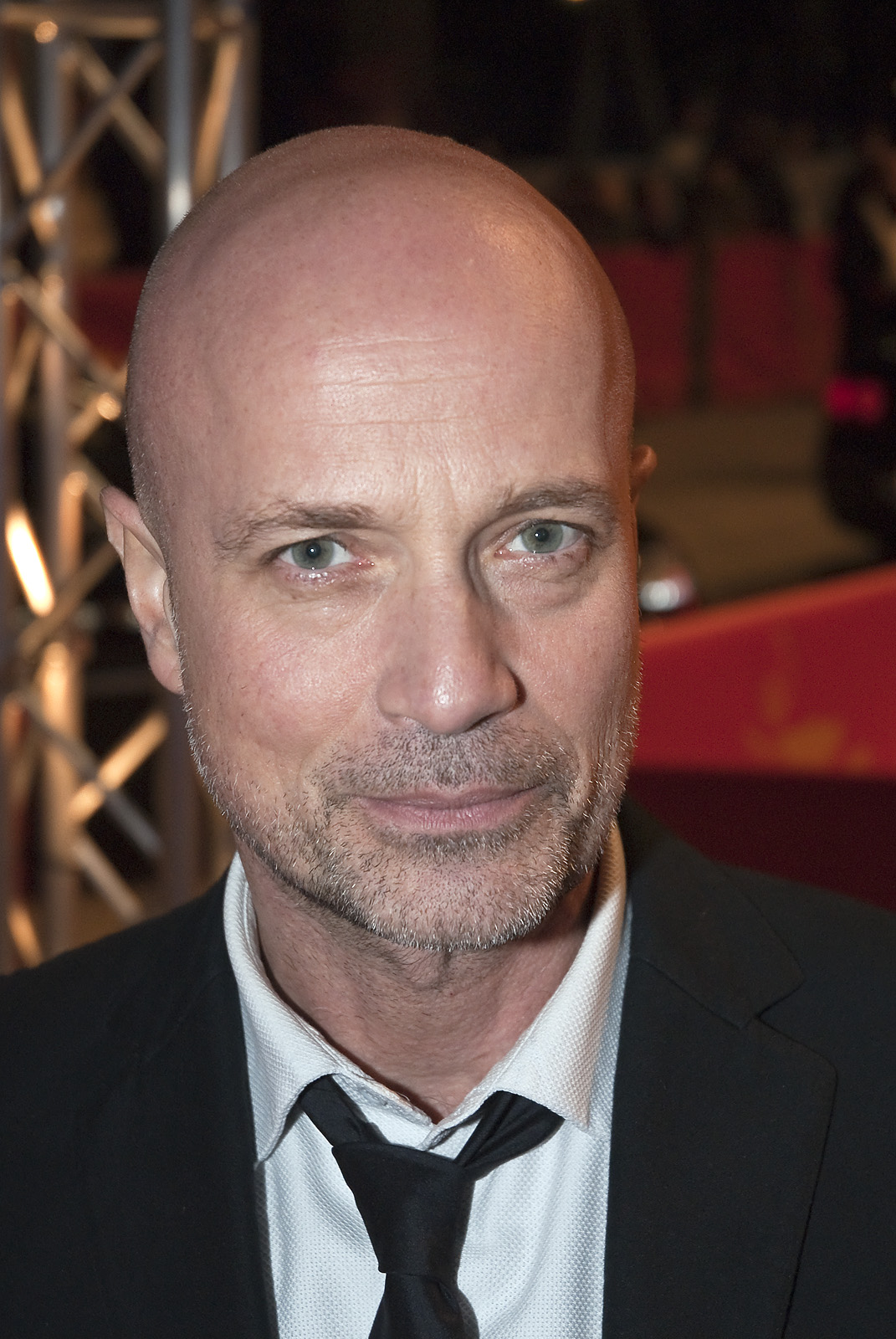
Christian Berkel, Berlinale 2009

Christian Berkel (* 28. Oktober 1957 in West-Berlin) ist ein deutscher Schauspieler, Hörspiel- sowie Hörbuchsprecher und Autor mehrerer Romane, die teils auf der Spiegel-Bestsellerliste standen. Einem breiten Publikum wurde er im Jahr 2001 als Häftling Nr. 38 in dem Kinofilm Das Experiment unter der Regie von Oliver Hirschbiegel und als SS-Arzt Ernst Günther Schenck im oscarnominierten Kinofilm Der Untergang (2004) bekannt. Berkel war an nationalen und internationalen Produktionen als Filmschauspieler beteiligt.

## Leben

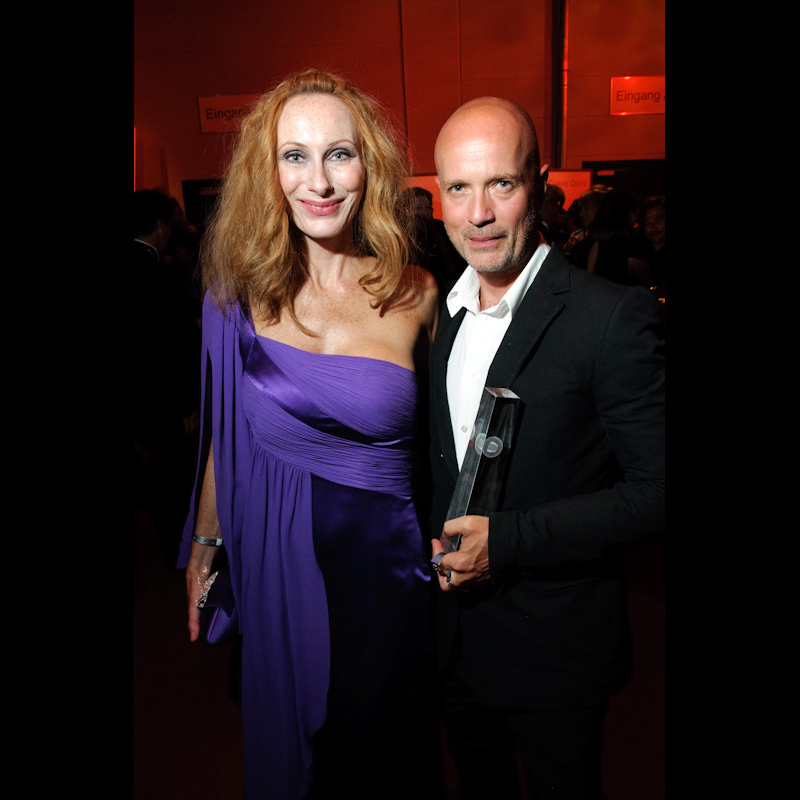
Berkel mit seiner Ehefrau Andrea Sawatzki, 2009

### Herkunft und Familie
Berkel wurde 1957 in Berlin-Tegel geboren. Er ist mütterlicherseits jüdischer Abstammung, aber katholisch getauft und erzogen. Seine Eltern hatten einander bereits als Teenager kennengelernt. Da sie Jüdin und er Katholik war, konnten sie in der Zeit des Nationalsozialismus nicht heiraten. Seine Mutter Sala (Ursula Nohl) floh 1938 nach Frankreich, wurde denunziert und kam in das berüchtigte Internierungslager bei Gurs. 1943 konnte sie in Leipzig untertauchen. Nach dem Krieg emigrierte Sala nach Argentinien. Sein Vater Otto war während des Krieges Stabsarzt beim Roten Kreuz. 1950 kehrte er aus der Kriegsgefangenschaft zurück und heiratete eine andere Frau. 1955 kam Berkels Mutter nach Deutschland zurück und fand Otto Berkel wieder. Dieser ließ sich daraufhin scheiden und heiratete seine Jugendliebe und Christian Berkels spätere Mutter.
Berkel ist mütterlicherseits der Enkel des Schriftstellers und Anarchisten Johannes Nohl, Großneffe des Pädagogen Hermann Nohl und der aus Polen stammenden französischen Modeschöpferin Lola Prusac (Prussak), die unter anderem die Hermès-Schals gestaltete. Als Kind wuchs er in Berlin-Frohnau auf. Seine Jugend verbrachte Berkel teilweise in Frankreich.

### Soziales Engagement
Berkel ist gesellschaftlich stark engagiert. Unter anderem ist er Botschafter der Stiftung Deutschland rundet auf, die sich gegen Kinderarmut engagiert, bei der Amadeu Antonio Stiftung im Engagement gegen Rechtsextremismus und Antisemitismus und beim ChildFund Deutschland, in dem er zusammen mit seiner Frau zwölf Patenkinder begleitet. Er ist Mitgründer des PEN Berlin.

### Privates
Berkel war zweimal verheiratet. Seit 1998 lebt er mit seiner Schauspielkollegin Andrea Sawatzki zusammen. Aus der Beziehung entstammen zwei gemeinsame Söhne (* 1999 und * 2002). Das Paar heiratete im Dezember 2011 und lebt in Berlin-Schlachtensee.

## Karriere

### Ausbildung und Theater
Christian Berkel lebte als Jugendlicher ab seinem vierzehnten Lebensjahr in Paris. Seine erste entscheidende Begegnung mit dem Theater war dort die Arbeit von Marcel Marceau, dessen Pantomimen er zu Hause nachspielte. Bereits neben der Schule nahm er stundenweise Schauspielunterricht bei Pierre Bertin, der ihm von Jean-Louis Barrault vermittelt worden war. Nach dem Abitur machte er eine Ausbildung an der Deutschen Film- und Fernsehakademie in Berlin. Anschließend war er bis 1993 an namhaften deutschsprachigen Bühnen engagiert: Stadttheater Augsburg, Düsseldorfer Schauspielhaus, Schauspielhaus Bochum, Residenztheater München, Burgtheater Wien, Schillertheater Berlin. Er arbeitete unter anderen mit Claus Peymann, Rudolf Noelte und Alexander Lang. Am Renaissance-Theater Berlin spielte er in Edward Albees Die Ziege oder Wer ist Sylvia? an der Seite seiner Ehefrau Andrea Sawatzki.

### Film und Fernsehen
Sein Filmdebüt gab Berkel im Alter von 19 Jahren als junger Karol Djudko in der Manfred-Bieler-Romanverfilmung Der Mädchenkrieg, die in Prag in der Zeit zwischen 1936 und 1946 spielt, und als Student in Ingmar Bergmans Filmdrama Das Schlangenei. In der Tatortfolge Rot – rot – tot, dem Fall mit der höchsten Zuschauerzahl aller Tatorte, spielte er 1978 den Sohn des Versicherungsmathematikers Konrad Pfandler (Curd Jürgens).
1998 erhielt er für seine Rollengestaltung des psychopathischen Familienvaters in der Tatortfolge Schwarzer Advent unter der Regie von Jobst Oetzmann den Goldenen Gong. In den folgenden Jahren spielte Berkel unter anderem in Dominik Grafs Deine besten Jahre, in Helmut Dietls Komödie Rossini – oder die mörderische Frage, wer mit wem schlief die Rolle des Bankiers Weich sowie in Dieter Wedels Sechsteilern Der König von St. Pauli (1998) und Die Affäre Semmeling (2002). In Lea Katz – Die Kriminalpsychologin: Einer von uns (1999), dem zweiten und zugleich letzten Film der ZDF-Kriminalfilmreihe Lea Katz – Die Kriminalpsychologin mit Martina Gedeck, verkörperte er den Kommissar Martin Stelzer, der wegen sexueller Misshandlung an einem fünfjährigen Jungen ermittelt. Unter der Regie von Bertrand Tavernier spielte er im französischen Kriegsdrama Laissez-Passer (2002). 2004 verkörperte er in Sherry Hormanns Männer wie wir einen homosexuellen Fußballer und im gleichen Jahr den Arzt Prof. Dr. Schenck in dem für einen Oscar nominierten Film Der Untergang von Oliver Hirschbiegel. 2005 verkörperte Berkel unter der Regie von Paul Verhoeven die Figur des Generals Käutner in der international erfolgreichen Produktion Black Book an der Seite von Sebastian Koch und die Rolle des Leichenschauhausdirektors in der Hollywood-Produktion Flightplan – Ohne jede Spur mit Jodie Foster in der Titelrolle. 2006 sah man Berkel im Zweiteiler Die Sturmflut (Regie: Jorgo Papavassiliou) in der Rolle des damaligen Innensenators Helmut Schmidt.

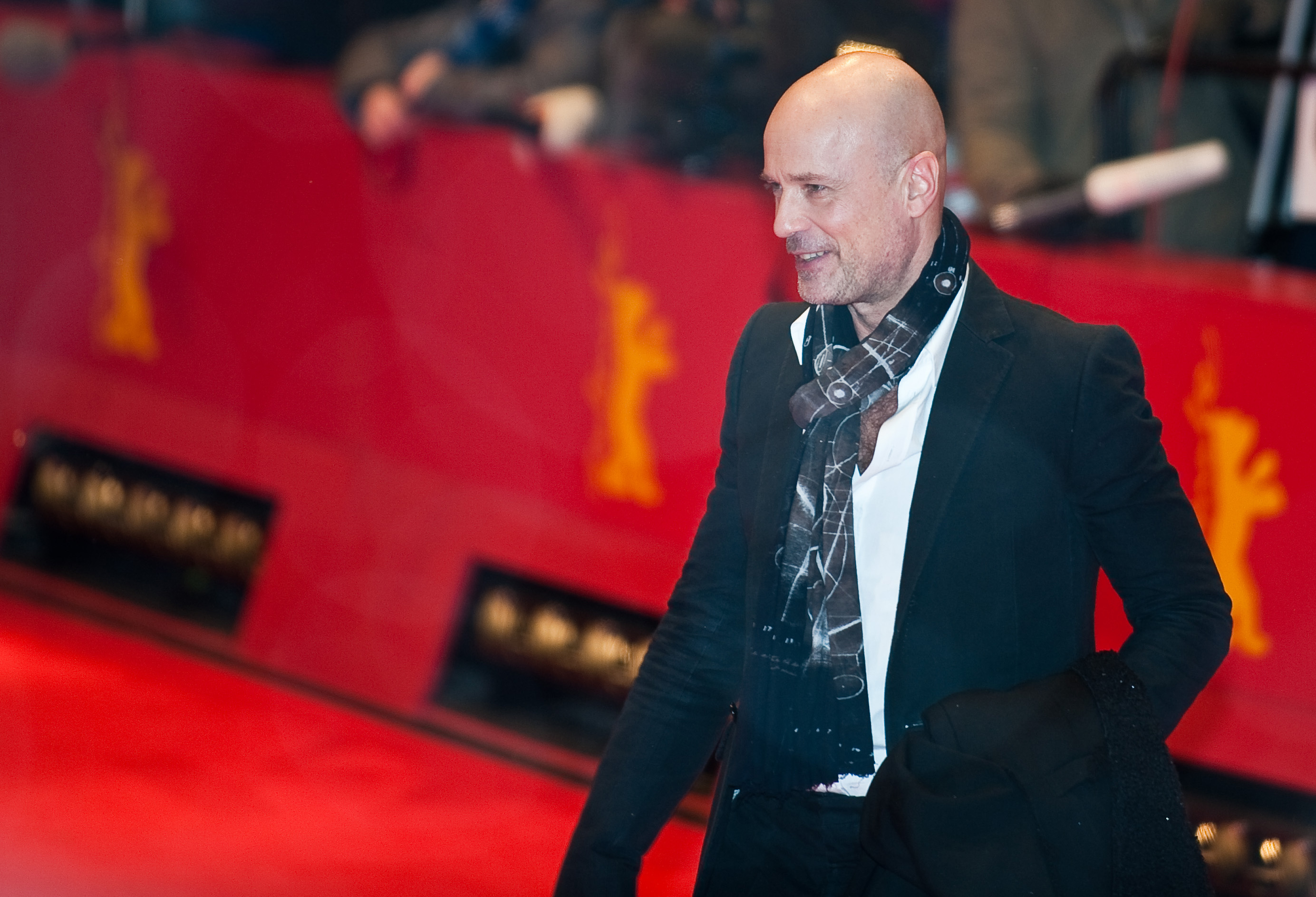
Berkel auf der Berlinale 2010

2007 sah man ihn unter der Regie von Aleksandr Buravsky im Drama Leningrad in der Rolle des Vinkelmeyer. Im selben Jahr erhielt Berkel zum zweiten Mal ein Angebot aus Hollywood: In der Kinoproduktion Operation Walküre – Das Stauffenberg-Attentat, einem Thriller über das gescheiterte Hitler-Attentat von 1944 (mit Tom Cruise als Graf Stauffenberg), spielte er die Rolle des Albrecht Mertz von Quirnheim. Berkel gehörte als Wirt Eric zur Besetzung von Quentin Tarantinos Kinofilm Inglourious Basterds aus dem Jahr 2009. Im selben Jahr war er im Fernsehfilm Mogadischu erneut als Helmut Schmidt zu sehen, diesmal als Bundeskanzler während der Entführung des Flugzeugs „Landshut“. 2016 spielte er ein zweites Mal in einem Film von Paul Verhoeven, dem mehrfach ausgezeichneten französischen Thriller Elle an der Seite von Isabelle Huppert. 2018 spielte er eine durchgehende Hauptrolle in der Amazon-Prime-Serie Beat (Regie: Marco Kreuzpaintner), und 2019 drehte er für Netflix die Serie Criminal: Deutschland (Regie: Oliver Hirschbiegel). 2020 spielte er in der sechsteiligen deutschen Miniserie Die verlorene Tochter des Regisseurs Kai Wessel die Rolle des Brauereichefs Heinrich von Gems, dessen Tochter Isa (Henriette Confurius) bereits seit zehn Jahren vermisst wird.
Wiederholt spielte er mit seiner Ehefrau Sawatzki vor der Kamera, so unter anderem in Konrad Sabrautzkys Kriminalfilm Tod auf Amrum (1998), neben Iris Berben als Internatslehrer in Rosa Roth – Geschlossene Gesellschaft (2002), in der zweiteiligen Therapeuten-Komödie Helen, Fred und Ted (2006), wo er im Folgejahr gemeinsam mit Andrea Sawatzki eine Nominierung für die Auszeichnung der Goldenen Kamera erhielt und in Volker Einrauchs Filmdrama Der andere Junge (2007). In dem im Januar 2019 erstausgestrahlten Fernsehfilm Scheidung für Anfänger spielten sie das Ehepaar Bremermann, das sich nach 24 Jahren Ehe scheiden lassen will.
Neben seiner Mitwirkung in zahlreichen Kino- und Fernsehfilmen übernimmt Berkel seit 1978 regelmäßig Gastrollen in zahlreichen Fernsehserien und -reihen, u. a. in Der Alte, Derrick, SOKO 5113, Hecht & Haie, A.S. – Gefahr ist sein Geschäft und wiederholt im Polizeiruf 110. Eine durchgehende Hauptrolle als schweigsamer LKA-Hauptkommissar Bruno Schumann spielte er von 2006 bis 2020 in der ZDF-Serie Der Kriminalist. 2019 gab Berkel bekannt, dass er mit dem Kriminalisten aufhört, um sich neuen Projekten zuzuwenden.
Berkel betätigt sich neben seiner Arbeit auf der Bühne und vor der Kamera auch als Synchronsprecher, so lieh er 2016 in der Rolle des Orang-Utans King Louie dem US-amerikanischen Schauspieler Christopher Walken seine Stimme in dem Disney-Film The Jungle Book.

### Hörspielarbeiten
Berkel betätigt sich auch als Hörspielsprecher. Für den (Internet-)Lesesaal der Frankfurter Allgemeinen Zeitung las er 2008 aus dem Roman Die Wohlgesinnten von Jonathan Littell. Zum 125. Geburtstag des Malers Pablo Picasso las er für den Eichborn Verlag Hajo Düchtings Picasso-Biografie. Zusammen mit seiner langjährigen Lebensgefährtin Andrea Sawatzki nahm er die Hörbücher zu den beiden Romanen Gut gegen Nordwind, das in Deutschland 2010 mit Gold im Hörbuch-Award ausgezeichnet wurde, und Alle sieben Wellen von Daniel Glattauer auf. 2009 schlüpfte Christian Berkel mit Andrea Sawatzki als Mrs. Fuchs in den Titelpart der Verfilmung Der fantastische Mr. Fox nach dem Kinderbuch Der fantastische Mr. Fox von Roald Dahl, von dem er 2010 eine Hörbuchversion aufnahm.
2013 sprach Berkel die Hörbuchversion von Joanne K. Rowlings 2012 erschienenem Roman Ein plötzlicher Todesfall als vollständige Lesung auf 16 CDs (Hörverlag, Hamburg). Unter anderem las Berkel als Autor auch die Hörbücher zu seinen Romanen Der Apfelbaum (2018, auf 10 CDs) und Ada (2020, auf 9 CDs). 2021 las er für den Argon Verlag das Hörbuch Bretonische Idylle: Kommissar Dupins zehnter Fall ein.

### Tätigkeit als Autor
In den beiden autofiktionalen Romanen Der Apfelbaum aus dem Jahr 2018 und Ada von 2020 erweist sich Berkel als großes Erzähltalent. Berkel erzählt darin die Geschichte seiner Eltern, vor allem aber die seiner jüdischen Mutter. Diese war unter anderem während des Zweiten Weltkriegs im Camp de Gurs interniert, was einen breiten Raum im Buch Der Apfelbaum einnimmt. In diesem Zusammenhang setzt Berkel auch dem in Deutschland weitgehend unbekannten Horst Rosenthal ein literarisches Denkmal. Im Folgeroman Ada schildert Berkel die Flucht der Mutter 1945 mit seiner fiktiven Schwester Ada aus Nachkriegsdeutschland nach Argentinien, deren Rückkehr in die Bundesrepublik 1955 und Adas nachfolgende innere psychische Zerrissenheit, die auch mit dem Schweigen der Elterngeneration über die Vergangenheit zu tun hat.

### Juror
Für den Ludwig-Börne-Preis 2017 war Berkel, wie dort üblich, alleiniger Preisrichter (Juror) und wählte als Preisträger Rüdiger Safranski aus.

## Filmografie

### Filme
- 1977: Der Mädchenkrieg
- 1977: Eine Jugendliebe
- 1977: Das Schlangenei
- 1978: Silvesternacht – Ein Dialog (Kurzfilm)
- 1979: Jenseits von Schweden
- 1982: Frau Jenny Treibel
- 1984: Das schöne irre Judenmädchen
- 1985: Wind von Südost
- 1987: Scoop – Sensationsnachricht (Scoop)
- 1987: Gespenster
- 1987: Wallenstein (Dreiteiler)
- 1988: Münchhausens letzte Liebe
- 1994: Mutter, ich will nicht sterben!
- 1995: Spur eines Zweifels
- 1995: Drei Frauen und (k)ein Mann
- 1996: Lautlose Schritte
- 1997: Rossini – oder die mörderische Frage, wer mit wem schlief
- 1997: Simones Entscheidung
- 1998: Tod auf Amrum
- 1998: Der König von St. Pauli (Sechsteiler)
- 1999: Stille Nacht, heilige Nacht
- 1999: Sweet Little Sixteen
- 1999: Tournee ins Paradies
- 2000: Halt mich fest!
- 2000: Blondine sucht Millionär fürs Leben
- 2001: Das Experiment
- 2002: Die Affäre Semmeling (Sechsteiler)
- 2002: Freiheit for My Brother
- 2002: Der Unbestechliche
- 2002: Erste Liebe
- 2004: Lautlos
- 2004: Der Untergang
- 2004: Männer wie wir
- 2004: Feuer in der Nacht
- 2005: Der Vater meiner Schwester
- 2005: Flightplan – Ohne jede Spur (Flightplan)
- 2005: Hexenküsse
- 2006: Die Sturmflut
- 2006: Eine Frage des Gewissens
- 2006: Black Book (Zwartboek)
- 2006: Helen, Fred und Ted (Zweiteiler)
- 2007: Der andere Junge
- 2008: Tage des Zorns (Flammen og Citronen)
- 2008: Buffalo Soldiers ’44 – Das Wunder von St. Anna (Miracle at St. Anna)
- 2008: Mogadischu
- 2008: Operation Walküre – Das Stauffenberg-Attentat (Valkyrie)
- 2009: Inglourious Basterds
- 2010: Der letzte Angestellte
- 2011: Das dunkle Nest
- 2011: Der Mann mit dem Fagott (Zweiteiler)
- 2013: Buddy
- 2013: Totenengel
- 2014: Elly Beinhorn – Alleinflug
- 2015: Traumfrauen
- 2015: Anti-Social
- 2015: Codename U.N.C.L.E. (The Man from U.N.C.L.E.)
- 2015: Trumbo
- 2016: Die Ermittler – Nur für den Dienstgebrauch
- 2016: The Jungle Book (Stimme)
- 2016: Ein gefährliches Angebot
- 2016: Elle
- 2017: Landgericht – Geschichte einer Familie
- 2017: Guardians of Heritage – Hüter der Geschichte
- 2018: Was uns nicht umbringt
- 2019: Scheidung für Anfänger
- 2020: Die Wolf-Gäng
- 2020: Enfant Terrible
- 2021: Sportabzeichen für Anfänger
- 2022: Trügerische Sicherheit
- 2022: Schächten
- 2023: Black Box
- 2024: Querschuss
- 2024: Entführen für Anfänger

### Fernsehserien und -reihen
- 1978–1997: Der Alte (verschiedene Rollen, 9 Folgen)
- 1978: Tatort: Rot – rot – tot (Fernsehreihe)
- 1982: Steckbriefe (Folge: Barbara)
- 1983–1993: Derrick (verschiedene Rollen, 8 Folgen)
- 1989: Der Bastard (3 Folgen)
- 1990: SOKO 5113 (Folge: Vier Augen zuviel)
- 1991: Kommissar Klefisch (Folge: Dienstvergehen)
- 1993: Ein unvergeßliches Wochenende … (Fernsehreihe)
- 1994: Ein Fall für zwei (Folge: Der wahre Reichtum)
- 1994: Die Gerichtsreporterin (Folge: Totengeld)
- 1994: Hecht & Haie (Folge: Edle Tropfen)
- 1995: Die Kommissarin (Folge: Das Amulett)
- 1996: Der Mann ohne Schatten (15 Folgen)
- 1997: A.S. – Gefahr ist sein Geschäft (Folge: Umarmung mit dem Tod)
- 1998: Kommissar Rex (Folge: Ein mörderischer Plan)
- 1998: Tatort: Schwarzer Advent
- 1999: Polizeiruf 110: Kopfgeldjäger (Fernsehreihe)
- 1999: Lea Katz – Die Kriminalpsychologin: Einer von uns (Fernsehreihe)
- 2000: Tatort: Bienzle und der Mann im Dunkeln
- 2000, 2007: Der letzte Zeuge (verschiedene Rollen, 2 Folgen)
- 2001: Die Cleveren (Folge: Die Abrechnung)
- 2002: Doppelter Einsatz (Folge: Im Visier der Bestie)
- 2002: Rosa Roth – Geschlossene Gesellschaft (Fernsehreihe)
- 2004: Bella Block: Das Gegenteil von Liebe (Fernsehreihe)
- 2004: Tatort: Teufel im Leib
- 2005: Tatort: Leerstand
- 2006–2020: Der Kriminalist (109 Folgen)
- 2013: Ein starkes Team: Alte Wunden (Fernsehreihe)
- 2017: In Wahrheit: Mord am Engelsgraben (Fernsehreihe)
- 2018: Beat (7 Folgen)
- 2019: Criminal: Deutschland (Folge Yilmaz)
- 2020: Die verlorene Tochter (6 Folgen)
- 2021: Furia (8 Folgen)

## Hörspiele & Hörbücher (Auswahl)
- 1991: Edgar Hilsenrath: Das Märchen vom letzten Gedanken – Regie: Peter Groeger (Hörspiel – SFB/HR)
- 1996: Alfred Marquart: Sherlock Holmes und die Whitechapel-Morde (Joe Barnett) – Regie: Patrick Blank (Hörspiel – SWF)
- 1999: Martin Suter: Small World (Erzähler) – Regie: Irene Schuck (Hörspiel – BR)
- 1999: Leon de Winter: Der Himmel von Hollywood (Steve) – Regie: Christoph Dietrich (Hörspiel – WDR)
- 2001: Paul Auster: Timbuktu (Mr. Jones) – Regie: Leonhard Koppelmann (Hörspiel – WDR/ORF)
- 2001: Matthias Scheliga: Schnecks Heimweg (Antoinette) – Regie: Barbara Plensat (Hörspiel – SFB/ORB)
- 2001: Christa Ludwig: Pendelblut (Georg) – Regie: Andrea Getto (Hörspiel – NDR)
- 2003: Eugenio Fuentes: Mörderwald (Anglada) – Regie: Norbert Schaeffer (Hörspiel – WDR)
- 2003: Henning Mankell: Die Rückkehr des Tanzlehrers (Stefan Lindman) – Regie: Thomas Leutzbach (Hörspiel – WDR)
- 2003: Friedrich Bestenreiner: Code Black – Regie: Christoph Pragua
- 2004: Ludovico Ariosto: Orlando Furioso (Ruggiero) – Regie: Leonhard Koppelmann (Hörspiel – WDR)
- 2004: Gillian Slovo: Roter Staub (Alex) – Regie: Frank-Erich Hübner (Hörspiel – WDR)
- 2005: Thomas Stiller:  Stille Nacht – Heilige Nacht – Regie: Christoph Dietrich (Hörspiel – SWR)
- 2005: Tad Williams: Otherland (Erzähler) – Regie: Walter Adler (Hörspiel – HR)
- 2005: Orhan Pamuk: Rot ist meine Name (Olive) – Regie: Peter Rothin (Hörspiel – WDR)
- 2006: Federico Fellini: Die Reise des Giuseppe Mastorna – Regie: Felix Partenzi (Hörspiel – WDR)
- 2006: Yasmina Khadra: Die Attentäterin (Amin Jaafari) – Regie: Frank-Erich Hübner (Hörspiel – WDR)
- 2013: J. K. Rowling: Ein plötzlicher Todesfall, der Hörverlag, ISBN 978-3-8445-1268-7 (Hörbuch)
- 2015: Michel Houellebecq: Unterwerfung – Regie: Wolfgang Stockmann (Der Audio Verlag)
- 2019: Michel Houellebecq: Serotonin Verlag: (Der Audio Verlag)
- 2022: Rainald Grebe und Tilla Kratochwil: Fallada. Ein Leben im Rausch (Rowohlt; Rittergutsbesitzer; Oberstaatsanwalt; Stimme Tucholsky) – Regie: Ulrich Lampen (Hörspiel – rbb)
- 2022: Michel Houellebecq: Vernichten (Der Audio Verlag)
- 2022: Jean-Luc Bannalec: Bretonische Nächte, Argon Verlag, ISBN 978-3-7324-0551-0 (Hörbuch-Download, Kommissar Dupin 11)
- 2023: Jean-Luc Bannalec: Bretonischer Ruhm, Argon Verlag, ISBN 978-3-7324-0804-7 (Hörbuch-Download, Kommissar Dupin 12)
- 2025: Jean-Luc Bannalec: Bretonische Versuchungen, Argon Verlag, ISBN 978-3-7324-2152-7 (Hörbuch-Download, Kommissar Dupin ermittelt, Band 14)

## Bibliografie
- Die Kindheit in der Tasche. In: Beatrice Ottersbach (Hrsg.): Schauspielerbekenntnisse. UVK-Verlag, Konstanz 2007, ISBN 978-3-89669-685-4, S. 20–31, eingeschränkte Vorschau in der Google-Buchsuche.
- Unterwegs zu Proust. Erinnerungen an ein Lesen, das mein Leben verwandelte. In: Die Literarische Welt, 26. Oktober 2013, S. 1 ff., online.
- Der Apfelbaum. Roman. Ullstein, Berlin 2018, ISBN 978-3-550-08196-5, eingeschränkte Vorschau in der Google-Buchsuche, (hrsg. auch als vom Autor gelesenes Hörbuch auf 10 CDs, ISBN 978-3-95713-136-2).
- Ada. Roman. Ullstein, Berlin 2020, ISBN 978-3-55020-046-5 (hrsg. auch als vom Autor gelesenes Hörbuch auf 2 MP3-CDs, ISBN 978-3-86909-292-8).[20]
- Sputnik. Roman. Ullstein Hardcover, Berlin 2025, ISBN  978-3-550-20052-6 (hrsg. auch als vom Autor gelesenes Hörbuch auf 8 CDs, ISBN 9783957133274)

## Auszeichnungen
- 1998: Goldener Gong für die Darstellung im Tatort: Schwarzer Advent
- 2004: Bambi für seine Rolle in Der Untergang
- 2009: Goldene Kamera als Bester Schauspieler National für Mogadischu
- 2009: Goldene Feder – Medienpreis der Bauer Verlagsgruppe
- 2020: Deutscher Hörbuchpreis als Bester Interpret[21]